# Ordem do Templo Solar
A Ordem do Templo Solar também conhecido como Ordre du Temple Solaire (OTS), em francês, ou simplesmente como O Templo Solar foi uma sociedade secreta baseada no mito moderno da existência contínua dos Cavaleiros Templários, fundada em 1984, em Genebra, por Joseph Di Mambro e Luc Jouret, como l'Ordre International Chevaleresque Tradition Solaire (OICTS) e renomeada Ordre du Temple Solaire.
Alguns historiadores alegam que o Templo Solar origina-se com o autor francês Jacques Breyer, que estabeleceu a Ordem Soberana do Templo Solar, em 1952. Em 1968, uma ordem cismática foi rebatizada a Ordem Renovada do Templo Solar (ROTS), sob a liderança do ativista político francês de extrema-direita Julien Origas. Alguns relatos afirmam que Origas era um membro da SS nazista durante a Segunda Guerra Mundial.
Esta seita ficou conhecida depois que 74 de seus integrantes morreram em rituais de suicídios coletivos na Suíça, na França e no Canadá, em 1994, 1995 e 1997. O caso foi um fator importante para o endurecimento da luta contra as seitas na França.
Em França, a OTS é considerada uma seita pelo relatório da comissão parlamentar de inquérito de 1995.

## História
Em 1977, Jo di Mambro conheceu Michel Tabachnik, ambos estudavam filosofia, esoterismo e espiritualidade.
Em 1978, eles criaram a "Fundação Caminho Dourado", em Genebra, da qual, Michel Tabachnik tornou-se presidente, em 1981.
Após a morte de Julien Origas, que era o líder de uma certa Ordem do Templo renovada, que pretendia ser um ressurgimento da Ordo Templi Orientis, Luc Jouret criou a "Ordem Cavalheiresca Internacional da Tradição Solar", que reuniu alguns dos seguidores de Origas .
Em 1984, os grupos se fundiram para dar origem à "Ordem do Templo Solar".

## Crenças
Segundo o "Peronnik" (um pseudónimo de um membro Robert Chabrier) em seu livro, "Pourquoi la Ressurgimento de l'Ordre du Temple? Tome Premier: Le Corps" ("Por que um renascimento da Ordem do Templo Solar? Volume Um: O Corpo "), 1975, pp. 147–149; o objetivo da Ordem do Templo Solar incluia: criação de "noções corretas de autoridade e poder no mundo", uma afirmação do primado espiritual sobre o temporal, ajudar a humanidade através de uma grande "transição", preparando-a para a Segunda vinda de Jesus como um rei-deus solar, e promover a unificação de todas as igrejas cristãs e o islamismo. O grupo supostamente tirou a inspiração para alguns de seus ensinamentos do ocultista britânico Aleister Crowley, que liderou a Ordo Templi Orientis a partir de 1923 até sua morte em 1947, e da Golden Dawn, uma Ordem Rosacruz do século XIX que Crowley pertenceu brevemente. Ambos os grupos tinham um sistema ocultista de graus um pouco semelhante a do Templo Solar. Outro grupo Rosacruz, a Fraternidade Rosacruz liderada por Max Heindel, também menciona que os Rosacruzes adoram a Cristo como o "Logos Solar" (Raios da Revista Cross, Junho, 1933), embora não seja de doutrina cristã tradicional.
Havia lojas do Templo Solar, em Quebec, Canadá, bem como na Austrália, Suíça, Martinica e outros países. As atividades do Templo eram uma mistura de início do cristianismo protestante e da filosofia New Age utilizando diversos rituais maçônicos adaptado. Jouret estava interessado em atraentes, ricos e influentes membros, e tinha a reputação de que vários europeus abastados que eram membros secretos do grupo.
Ninguém sabe ao certo quantos dos membros da Ordem participaram de suicídio coletivos e especula-se que alguns foram mortos.